# Григорий (Цветков)
Митрополи́т Григо́рий (в миру Красимир Маринов Цветков; 19 сентября 1970, Ботевград) — епископ Болгарской православной церкви, митрополит Врачанский. Местоблюститель патриаршего престола Болгарской православной церкви (19 марта 2024 — 30 июня 2024).

## Биография
Провёл детство в селе Врачеш. Среднее образование получил в Естественно-математической гимназии в Ботевграде. В 1995 году окончил двухлетний параллельный курс Софийской духовной семинарии.
17 ноября 1996 года в Хаджидимовском монастыре митрополитом Неврокопский Нафанаилом (Калайджиевым) с именем Григорий в честь святителя Григория Богослова, епископа Назианского. На следующий день был рукоположён во иеродиакона, а в 1997 году — во иеромонаха. 20 декабря 1998 года возведён в сан архимандрита.
В 1999 году окончил богословский факультет Афинского университета.
Вернувшись в Болгарию, служил в Неврокопской епархии.
1 ноября 2007 года был назначен протосингелом Софийской митрополии.
28 октября 2010 года Священным Синодом Болгарской Православной Церкви избран епископом Браницким, викарием Софийской епархии. На этом же заседании состоялось и наречение архимандрита Григория во епископа Браницкого, и было решено, что хиротония нового епископа состоится на следующий день, 29 октября, в соборном храме Троянского Богородице-Успенского монастыря.
29 октября того же года последовала его архиерейская хиротония в Троянском Успенском монастыре. В богослужении участвовали митрополиты Сливенский Иоанникий (Неделчев), Видинский Дометиан (Топузлиев), Варненский Кирилл (Ковачев), Великотырновский Григорий (Стефанов), Русенский Неофит (Димитров), Неврокопский Нафанаил (Калайджиев), Ловчанский Гавриил (Динев), Доростольский Амвросий (Парашкевов), епископы Маркианопольский Константин (Петров), Девольский Феодосий (Купичков), Адрианопольский Евлогий (Стамболджиев), Стобийский Наум (Димитров), Знепольский Иоанн (Иванов), Драговитийский Даниил (Николов) и Агафоникийский Борис (Добрев).
8 февраля 2011 года назначен игуменом Троянского монастыря. 20 февраля того же года в Успенском храме монастыря торжественное поставление во игумена монастыря совершил митрополит Ловчанский Гавриил.
19 января 2014 года наряду с епископом Мелнишским Серафимом (Динковым) рассматривался как кандидат на замещение вдовствующей Неврокопской кафедры. Получил равное с ним число голосов; в подобных случаях равенства голосов выбор падает на того кандидата, за которого отдал свой голос Болгарский Патриарх Неофит. Таким образом, новым митрополитом Неврокопским избран епископ Мелнишский Серафим.
12 марта 2017 года избран Синодом на должность митрополита Врачанского. 18 марта того же года в кафедральном соборе Двенадцати апостолов во Враце последовало его интронизация, которую возглавили митрополит Ловчанский Гавриил (Динев) и митрополит Пловдивский Николай (Севастиянов).
19 марта 2024 года на заседании Священного Синода Болгарской православной церкви избран местоблюстителем патриаршего престола Болгарской православной церкви.